# 446 Aeternitas
446 Aeternitas là một tiểu hành tinh ở vành đai chính. Nó đưọoc xếp loại tiểu hành tinh kiểu A.
Tiểu hành tinh này do Max Wolf và A. Schwassmann phát hiện ngày 27.10.1899 ở Heidelberg và được đặt theo tên nữ thần Aeternitas trong thần thoại La Mã.